# Ernesto Zapata
Ernesto Ángel Zapata Vidal (Montevideo, Uruguay, 24 de enero de 1970) es un exfutbolista uruguayo. Jugó de delantero. 

## Trayectoria
Ernesto Zapata debutó en el fútbol peruano en 1996, en la Asociación Deportiva San Agustín, en el mismo año en que este equipo descendió de categoría. Luego jugó en Deportivo Pesquero y en Cienciano, donde también jugaba su compatriota Mauricio Martínez. En este último equipo alcanzó notoriedad marcando el gol que definió el título del Clausura 2001, en la final frente al equipo Estudiantes de Medicina y clasificando a la Copa Libertadores por primera vez en la historia del club. 

## Clubes
| Club                | País     | Año       |
| ------------------- | -------- | --------- |
| Cerro               | Uruguay  | 1991-1993 |
| San Agustín         | Perú     | 1994-1996 |
| Deportivo Pesquero  | Perú     | 1997      |
| Real Maya           | Honduras | 1998      |
| Cienciano           | Perú     | 1999      |
| Salus Football Club | Uruguay  | 1999      |
| FBC Melgar          | Perú     | 2000      |
| Cienciano           | Perú     | 2001-2003 |
| Deportivo Wanka     | Perú     | 2004      |
| Calgary Mustangs    | Canadá   | 2004      |